# دنی تیاتو
دنی تیاتو (انگلیسی: Danny Tiatto؛ زادهٔ ۲۲ مهٔ ۱۹۷۳) بازیکن فوتبال سابق اهل استرالیا است.
از باشگاه‌هایی که در آن بازی کرده‌است می‌توان به منچستر سیتی، سالرنیتانا، لستر سیتی، باشگاه فوتبال استوک سیتی، و بریزبن رور اشاره کرد.
وی همچنین در تیم‌های ملی فوتبال زیر ۲۳ سال استرالیا و بزرگسالان استرالیا بازی کرده‌است.

## تیم ملی
تیاتو قبل از بازنشستگی از فوتبال بین‌المللی در اکتبر ۲۰۰۵، ۲۵ بازی ملی برای تیم ملی استرالیا انجام داد و ۱ گل به ثمر رساند.
او همچنین در بازی‌های المپیک ۱۹۹۶ برای تیم ملی فوتبال زیر ۲۳ سال استرالیا بازی کرد.